# HD109957
HD109957 — хімічно пекулярна зоря спектрального класу A3, що має видиму зоряну величину в смузі V приблизно  9,2.
Вона  розташована на відстані близько 494,2 світлових років від Сонця.